# Toni Rosenberg
Toni Rosenberg (* 31. Mai oder 5. Dezember 1988) ist ein deutscher Billardspieler in der Disziplin 5-Kegel-Billard.

## Leben
Der 1988 geborene Rosenberg spielt seit der Saison 2023/2024 für den Master Billard Ludwigsburg. 2011 wurde er deutscher Meister im 5-Kegel-Billard. Im selben Jahr wurde Rosenberg mit dem deutschen Team Europameister. Infolgedessen partizipierte Rosenberg an verschiedensten Turnieren und konnte sich häufig relativ weit oben im Klassement platzieren. So gewann er den German Grand Prix 2012, musste sich aber 2013 sowohl bei diesem Turnier als auch bei der deutschen Meisterschaft mit Bronze zufriedengeben. Nachdem er bei der deutschen Meisterschaft 2014 lediglich Rang 4 belegt hatte, belegte er 2015 beim German Grand Prix den dritten Platz und bei der deutschen Meisterschaft den zweiten Rang. 2017 gewann er den 45. German Grand Prix, gefolgt von einer Bronze-Medaille beim 46. German Grand Prix, aber auch bei der deutschen Meisterschaft 2017. 2018 gewann er zum zweiten Mal mit dem deutschen Team die Europameisterschaft. Im selben Jahr belegte er beim Grand Prix erneut den dritten Platz, bevor er die deutsche Meisterschaft desselben Jahres sowie 2019 beide Ausgaben des German Grand Prix gewinnen konnte. Im selben Jahr gewann er als Mitglied des deutschen Teams Bronze bei der 5-Kegel-Billard-Weltmeisterschaft.